# John Bellamy Foster
Pour les articles homonymes, voir Bellamy.
John Bellamy Foster, né le 19 août 1953, est professeur de sociologie à l'université de l'Oregon. Il est également rédacteur en chef, puis directeur de la Monthly Review. Ses écrits se concentrent sur l'économie politique du capitalisme et la crise économique, l'écologie et la crise écologique, et la théorie marxiste. Il est connu du public français depuis septembre 2011 avec son essai Marx écologiste aux éditions Amsterdam.
Théoricien de l'écosocialisme, il a publié en anglais de nombreux articles et livres.
Foster collabore souvent avec Robert W. McChesney. Il a coécrit avec ce dernier The Endless Crisis: How Monopoly-Finance Capital Produces Stagnation and Upheaval from the USA to Chine, disponible dans Monthly Review en automne 2012.
Ses autres livres récents sont The Great Financial Crisis: Causes and Consequences and What Every Environmentalist Needs to Know about Capitalism (avec Fred Magdoff), The Ecological Rift and Critique of Intelligent Design: Materialism versus Creationism from Antiquity to the Present (Brett Clark et Richard York), et The Ecological Revolution: Making Peace with the Planet. Foster coécrit également avec Paul Burkett, Michael Dawson, Hannah Holleman, R. Jamil Jonna, et Harry Magdoff.
En 2020, il reçoit le prix Isaac Deutscher pour son livre The Return of Nature: Socialism and Ecology,.

## Publications

### Essais

#### Traduction française
- Marx écologiste,, Éditions Amsterdam, 2011
- Avec Fred Magdoff, Ce que tout écologiste doit savoir à propos du capitalisme, Éditions Critiques, 2017[4]
- Avec Brett Clark, Le pillage de la nature, Éditions Critiques, 2022[5]

#### Sans traduction francophone
- The Return of Nature: Socialism and Ecology, Monthly Review Press,U.S, 2020  (ISBN 978-1583678367)[6]
- The Endless Crisis: How Monopoly-Finance Capital Produces Stagnation and Upheaval from the USA to China avec Robert W. McChesney, 2012
- What Every Environmentalist Needs To Know about Capitalism: A Citizen's Guide to Capitalism and the Environment avec Fred Magdoff, 2011
- The Ecological Rift: Capitalism's War on the Earth avec Brett Clark et Richard York, 2010
- The Ecological Revolution: Making Peace with the Planet 2009
- The Great Financial Crisis: Causes and Consequences avec Fred Magdoff, 2009
- Critique of Intelligent Design: Materialism versus Creationism from Antiquity to the Present avec Brett Clark et Richard York, 2008
- Naked Imperialism: The U.S. Pursuit of Global Dominance 2006
- Pox Americana: Exposing the American Empire coédité avec Robert McChesney, 2004
- Ecology Against Capitalism 2002
- Marx’s Ecology: Materialism and Nature 2000
- Hungry For Profit: The Agribusiness Threat to Farmers, Food, and the Environment coédité avec Fred Magdoff et Fred Buttel, 1999
- The Vulnerable Planet: A Short Economic History of the Environment 1999, 2de édition.
- In Defense of History: Marxism and the Postmodern Agenda coédité avec Ellen Meiksins Wood, 1996
- Capitalism and the Information Age: The Political Economy of the Global Communication Revolution coédité avec Ellen Meiksins Wood et Robert W. McChesney, 1998
- The Faltering Economy: The Problem of Accumulation under Monopoly Capitalism coédité avec Henryk Szlajfer, 1984

### Chapitres des essais collectifs
- “Marx's Ecology and its Historical Significance,” in Michael Redclift and Graham Woodgate, ed., International Handbook of Environmental Sociology, second edition (Northampton, MA: Edward Elgar, 2010), 106-20. (Revised, updated, and expanded version “Marx's Ecology in Historical Perspective—see under major non-peer reviewed scholarly articles above.)
- “The Financialization of Wealth and the Crisis of 2007-2009,” coauthored with Hannah Holleman, in Henry Veltmeyer, ed., Imperialism, Crisis and Class Struggle: The Enduring Verities and Contemporary Face of Capitalism—Essays in Honour of James Petras (London: Brill, 2010), pp. 163–73.
- "Paul Alexander Baran 1910-1964" in Biographical Dictionary of Dissenting Economists, edited by Philip Arestis and Malcolm Sawyer (Brookfield, Vermont: Edward Elgar Publishing, 1992), pp. 22–29.
- "Liberal Practicality and the U.S. Left," in Ralph Miliband, Leo Panitch and John Saville, ed. The Retreat of the Intellectuals: Socialist Register, 1990 (London: Merlin Press, 1990), pp. 265–89.
- "The Uncoupling of the World Order: A Survey of Global Crisis Theories," in Mark Gottdiener and Nikos Kominos, ed. Capitalist Development and Crisis Theory: Accumulation, Regulation and Spatial Restructuring (London: Macmillan Press, 1989), pp. 99–122.
- "What is Stagnation?" in Robert Cherry, et al., ed. The Imperiled Economy: Macroeconomics from a Left Perspective (New York: Union for Radical Political Economics, 1987), pp. 59–70.